# Eva-Maria Jakobs
Eva-Maria Jakobs (* 1955) ist eine deutsche Linguistin und Professorin für Sprach- und Kommunikationswissenschaft am Institut für Sprach- und Kommunikationswissenschaft (ISK) der RWTH Aachen und leitet seit 1999 das dort angesiedelte Lehr- und Forschungsgebiet Textlinguistik. Sie ist Koordinatorin des interdisziplinären Studiengangs Technik-Kommunikation, dem ersten Studiengang seiner Art an einer deutschen Universität.

## Karriere
Jakobs studierte an der Universität Greifswald Germanistik, Erziehungswissenschaft und Kunstgeschichte. Ihrer Promotion 1982 in Germanistischer Sprachwissenschaft folgten Assistenzen und Forschungsaufenthalte u. a. an den Universitäten in Saarbrücken, Freiburg im Breisgau, Bielefeld und Groningen in den Niederlanden sowie dem Institut des textes et manuscrits modernes in Paris. 1996 reichte Jakobs ihre Habilitation mit dem Titel Vom Umgang mit den Texten anderer – Beziehungen zwischen Texten im Spannungsfeld von Produktions-, Reproduktions- und Rezeptionsprozessen an der Philosophischen Fakultät der Universität des Saarlandes ein. 1999 erhielt sie einen Ruf des damaligen Germanistischen Instituts der RWTH Aachen für das Fachgebiet Textlinguistik.
Der Arbeitsschwerpunkt von Jakobs liegt in den Bereichen Textlinguistik, Technik-Kommunikation, Alter und Technik, Textproduktion, Textverständlichkeit und Usability, elektronische Medien sowie der Nachwuchsförderung in den Ingenieurwissenschaften.
Jakobs ist federführende Vertrauensdozentin der Studienstiftung des Deutschen Volkes an der RWTH Aachen. 1993 gründete sie zusammen mit Dagmar Knorr und Sylvie Molitor-Lübbert die Arbeitsgruppe Prowitec (Produktion Wissenschaftlicher Texte mit und ohne Computer), die unter anderem die Buchreihen „Textproduktion und Medium“ sowie „Schreiben – Medien – Beruf“ anbietet. 2006 war Jakobs Vizepräsidentin der Gesellschaft für Angewandte Linguistik (GAL) und gehört seit 2006 zu den Mitgliedern der Deutschen Akademie der Technikwissenschaften (Acatech). Sie ist zudem Mitglied der Deutschen Gesellschaft für Sprachwissenschaft und der Gesellschaft für Technische Kommunikation.